# St. Helena (Kalifornien)
St. Helena ist eine Stadt im Napa County im US-Bundesstaat Kalifornien mit 5430 Einwohnern (Stand: 2020).
Die Stadt liegt 60 Kilometer nördlich von San Francisco und hat sich als bedeutender Winzerort im Napa-Tal einen Namen gemacht. Sie gab dem Weinbaugebiet St. Helena AVA, einer Subzone der Napa Valley AVA seinen Namen. Nennenswerte Sehenswürdigkeit ist das Silverado Museum, das früher ein Silberbergwerk war.

## Geschichte
Im heutigen Gebiet von St. Helena lebten zum Zeitpunkt des ersten Kontakts mit Europäern Indianer des Volks der Wappo, die zur Gruppe der Yuki-Sprecher zählten. Ihr Dorf an der Mündung des Sulphur Creek in den Napa River nannte sich Annakotanoma oder Anakanoma.
1823 kam eine spanische Expedition unter Don Francis Castro und dem Franziskanermönch Jose Altimur als erste Europäer in das Napa Valley. Zwischen 1836 und 1844 bekamen mehrere Europäer von der inzwischen mexikanischen Regierung Land grants in der Region verliehen. Der Großteil des heutigen Stadtgebiets liegt im Land grant des ehemaligen Militärarztes Edward Bale, der von Militär-Gouverneur Mariano Guadalupe Vallejo rund 72 km² Land im Tal zugewiesen bekommen hatte. Nach seinem Tod 1849 begann seine Witwe Grundstücke an Neusiedler zu verkaufen, die Stadt begann und wurde 1854 gegründet, auch wenn sie erst 1876 als Gebietskörperschaft eingetragen wurde.
Der Wein-Anbau im Tal begann 1858 und weitete sich wegen der hervorragenden klimatischen Bedingungen schnell aus, die Arbeiter in den Weinbergen waren fast ausschließlich chinesische Einwanderer. 1868 erreichte die Eisenbahn St. Helena, was den Ort zum Wirtschaftszentrum des Napa Valley machte. Der Weinbau musste fast völlig eingestellt werden, als von 1919 bis 1933 die Prohibition eingeführt wurde. Von 1934 bis 1964 wurden mexikanische Landarbeiter nach St. Helena geholt.
Im Ortskern sind drei Straßenblöcke als National Historic District im National Register of Historic Places unter Denkmalschutz gestellt.

## Persönlichkeiten
Söhne und Töchter
- Charles Michael „Mike“ Thompson (* 1951), Politiker